# Unterseeboot 22 (1936)
Pour les articles homonymes, voir Unterseeboot 22.
Le Unterseeboot 22 ou U-22 est un sous-marin allemand (U-Boot) de type II.B utilisé par la Kriegsmarine pendant la Seconde Guerre mondiale.
Comme les sous-marins de type II étaient trop petits pour des missions de combat dans l'océan Atlantique, il a été affecté dans la Mer du Nord et la mer Baltique.

## Présentation
Mis en service le 20 août 1936, l'U-22 a servi de 1935 à 1939 au sein de la Unterseebootsflottille "Lohs".
Il réalise sa première patrouille, quittant le port de Memel, le 26 août 1939, sous les ordres du Kapitänleutnant Werner Winter pour observer la navigation en mer Baltique dans le détroit d'Irbe. Le 3 septembre, l'U-22 se ravitaille en carburant à Memel et poursuit sa patrouille pour rejoindre le 9 septembre le port de Kiel.
Il quitte Kiel le 27 septembre 1939 pour sa deuxième patrouille pour le sud de la Mer du Nord, mais celle-ci est écourtée le 29 septembre quand le commandant Werner Winter tombe malade. Il rejoint Wilhelmshaven le 30 septembre 1939. Le 2 octobre 1939, il part pour Kiel qu'il atteint le 3 octobre 1939.
Le lendemain de son arrivée à Kiel, le 4 octobre 1939, le Kapitänleutnant Werner Winter cède le commandement de l'U-22 au Kapitänleutnant Karl-Heinrich Jenisch.
Sa troisième patrouille, du 15 au 24 novembre 1939, soit dix jours en mer, le mène en Mer du Nord au large de la côte est de l'Écosse où il coule son premier navire.
Sa quatrième patrouille, du 13 au 24 décembre 1939, soit douze jours en mer, consiste en mouillage de mines au large de Blyth, le long des côtes écossaises. Cette patrouille est la plus victorieuse, avec quatre navires coulés pour un total de 9 163 tonneaux uniquement par ses mines.
Sa cinquième patrouille, du 15 au 24 janvier 1940, soit dix jours en mer, partant de Kiel et arrivant à Wilhelmshaven, se déroule toujours en Mer du Nord au large de la côte est de l'Écosse où il coule pour un total de 2 944 tonneaux, un navire par torpillage et deux autres navires par ses mines posées lors de sa quatrième patrouille, les trois victoires le même jour. Le 28 janvier 1940, l'U-22 étant au port, ses mines coulent un autre navire.
Sa sixième patrouille, du 8 au 25 février 1940, soit 18 jours en mer, le conduit en Mer du Nord au large des îles Shetland et dans les Orcades. L'U-22 participe à l'Opération Nordmark avec les U-14, U-23, U-57, U-61 et U-63. Les sous-marins ont été positionnés au large des bases britanniques des îles Shetland et Orcades, pour la reconnaissance et pour bloquer la marine britannique lors d'une sortie infructueuse des croiseurs allemands Scharnhorst et Gneisenau, du croiseur lourd Admiral Hipper et trois destroyers contre les convois britanniques entre la Norvège et la Grande-Bretagne entre les 18 et 20 février 1940.
Sa septième et dernière patrouille l'emmène en mer de Wilhelmshaven le 20 mars 1940 pour une mission dans la Mer du Nord à l'est des îles Orcades ; cependant, à la suite d'un nouvel ordre de mission, il est contraint à une position d'arrêt au sud de la Norvège. Le 27 mars 1940, il reçoit l'ordre de secourir l'U-21 échoué près de Mandal. L'U-22 ne répond plus ; il est porté disparu avec ses vingt-sept membres d'équipage, probablement coulé par mine à l'ouest de Skagerrak.

## Affectations
- Unterseebootsflottille "Lohs" du 1er août 1936 au 1er août 1939 à Kiel (service actif)
- 3. Unterseebootsflottille du 1er septembre au 31 décembre 1939 à Kiel (service actif)
- 1. Unterseebootsflottille du  1er janvier au 27 mars 1940 à Kiel (service actif)

## Commandements
- Harald Grosse du 23 décembre 1936 au 4 octobre 1937
- Kapitänleutnant Werner Winter (de) du 1er octobre 1937 au 3 octobre 1939
- Kapitänleutnant Karl-Heinrich Jenisch du 4 octobre 1939 au 27 mars 1940

Nota: Les noms de commandants sans indication de grade signifie que leur grade n'est pas connu avec certitude à notre époque à la date de la prise de commandement.

## Navires coulés
L'Unterseeboot 22 a coulé 6 navires marchands ennemis pour un total de 7 344 tonneaux et 2 navires auxiliaires militaires pour un total de 3 633 tonneaux et 1 navire militaire de 1 475 tonnes au cours des 7 patrouilles (79 jours en mer) qu'il effectua.
| Date             | Nom           | Nationalité | Tonnage (GRT) | Fait         |
| ---------------- | ------------- | ----------- | ------------- | ------------ |
| 18 novembre 1939 | Wigmore       | Royaume-Uni | 345           | Coulé        |
| 20 décembre 1939 | Mars          | Suède       | 1 877         | Coulé (mine) |
| 23 décembre 1939 | HMS Dolphin   | Royaume-Uni | 3 099         | Coulé (mine) |
| 25 décembre 1939 | HMS Loch Doon | Royaume-Uni | 534           | Coulé (mine) |
| 28 décembre 1939 | Hanne         | Danemark    | 1 080         | Coulé (mine) |
| 21 janvier 1940  | Ferryhill     | Royaume-Uni | 1 086         | Coulé (mine) |
| 21 janvier 1940  | HMS Exmouth   | Royaume-Uni | 1 475         | Sunk         |
| 21 janvier 1940  | Tekla         | Danemark    | 1 469         | Coulé (mine) |
| 28 janvier 1940  | Eston         | Royaume-Uni | 1 487         | Coulé (mine) |

### Sources
- (en) Cet article est partiellement ou en totalité issu de l’article de Wikipédia en anglais intitulé « German submarine U-22 (1936) » (voir la liste des auteurs).